# Georg Kloss
Johann Georg Burkhard Franz Kloss, född 31 juli 1787 i Frankfurt am Main, död där 10 februari 1854, var en tysk läkare och frimurarhistoriker.
Kloss var verksam som praktiserande läkare i Frankfurt am Main. Han skrev bland annat Geschichte der Freimaurerei in England und Schottland (1848) och Geschichte der Freimaurerei in Frankreich (1852–53).